# Western Australian Mulga Shrublands

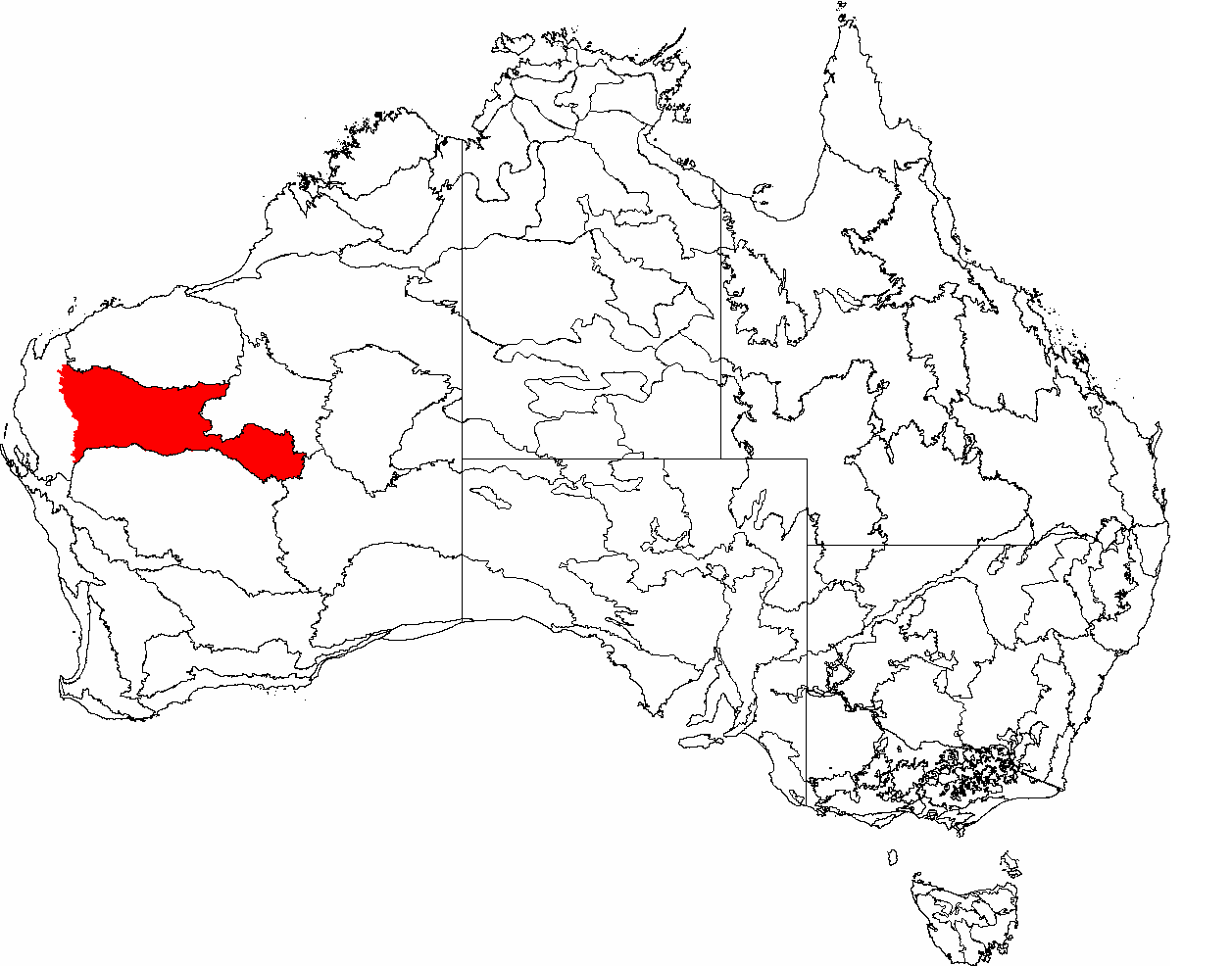
Die IBRA Region, Gascoyne ist rot eingezeichnet

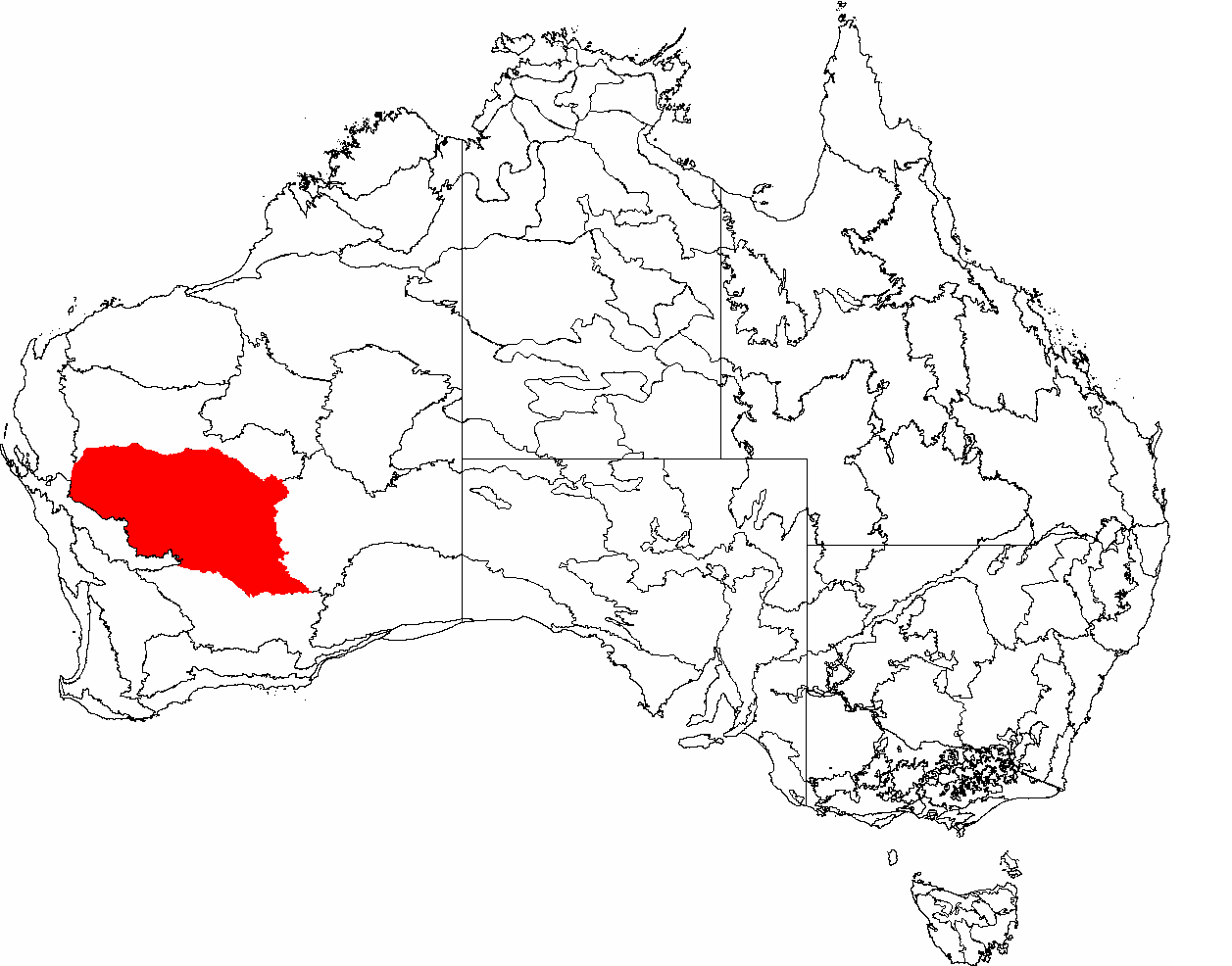
Die IBRA Regions, Murchison ist rot eingezeichnet

Die Western Australian Mulga Shrublands sind ein großes, arides Gebiet, das vom World Wildlife Fund als Ökoregion im Inland Westaustraliens unterhalten wird.

## Beschreibung
Die Western Australian Mulga Shrublands sind gekennzeichnet durch ein sehr heißes Klima mit sehr wenig Regenfall. Die Region besteht aus der biogeographischen Regionen Gascoyne und Murchison (festgelegt durch die vorläufige biographische Einteilung für Australien, in Englisch Interim Biogeographic Regionalisation for Australia, abgekürzt IBRA). Die Region grenzt an die Wheatbelt Region (West Australien) an, eine heute landwirtschaftlich intensiv genutzte Region. Die dominierende Vegetation dieser Region besteht aus Mulga-Bäumen, einer Akaziengattung, die an heißes trockenes Klima angepasst ist. In der Region leben Emus, Wammentrappen, Kakadus und Honigfresser. 
Die Region ist überwiegend unbewohnt. Allerdings werden hier immer noch Rohstoffe abgebaut und nach wie vor werden in dieser Region Schafe gehalten. Beide Aktivitäten haben Auswirkungen auf die Biodiversität dieser Region.